# 新疆射月溝水庫潰壩事件
新疆射月溝水庫潰壩事件，是指2018年7月31日，6時至9時30分，新疆維吾爾自治區哈密市伊州區沁城鄉小堡區域突降特大暴雨，一小時最大降雨量達到110毫米（歷史最大年降雨量52.4毫米），引發洪水，並造成射月溝水庫水量突增，10時17分出現局部潰壩。该事件造成20人遇難、8人失蹤。